# Alley Oop
Alley Oop est un comic strip humoristique d'aventure créé par l'Américain V. T. Hamlin (en) et diffusé depuis le 5 décembre 1932 par Newspaper Enterprise Association. En 2018, il est réalisé par Jack et Carole Bender et diffusé sur GoComics (en).

## Rapide historique
Créé d'abord comme strip quotidien puis en Sunday page par  V.T. Hamlin,  Alley Oop va connaître une telle célébrité qu'il sera publié à son zénith dans plus de 800 journaux américains. En 2018 , la série continue toujours avec une diffusion un peu plus réduite (estimée à 600 journaux). Cette popularité s'est notamment traduite par son incorporation dans la série Comics Strips Classics de la poste américaine qui en 1995 avait sorti une collection de 20 timbres à l'effigie des comics pré-1950 les plus célèbres.
Au départ à la retraite du créateur en 1971, le personnage fut repris par son assistant depuis 1950, David Graue. Puis Jack Bender, lui-même assistant de Graue, prit progressivement la main.
Graue est mort, à 75 ans, dans un accident de voiture alors qu'il venait de quitter définitivement la série quelques mois plus tôt. C'est désormais Carole Bender qui assiste son mari dans la conception et la réalisation de la série.

## Le thème
Les premières années sont dévolues à la vie d'Alley Oop dans le royaume de Moo à l'époque de l'âge de pierre. Puis à partir de 1939, Hamlin a l'idée de le faire voyager dans le temps grâce à l'invention du Dr Elbert Wonmug. L'homme des cavernes va ainsi visiter non seulement le XXe siècle mais aussi toutes les époques de l'histoire, rencontrant des personnages historiques ou fictifs tels qu'Archimède, Robin des Bois, etc.
Le comique de situation prolonge, en quelque sorte, celui des Lettres Persanes, Alley Oop n'étant malgré tout pas le plus surpris par les bizarreries du monde moderne.

## Les publications

### Whitman Publishing
A Big Little Book
- #763 Alley Oop and Dinny (1935)
- #1743 Alley Oop and Dinny in the Jungles of Moo (1938)

1935
- Alley Oop in The Invasion of Moo (Cocomalt Premium)

1938
- Alley Oop and the Missing King of Moo A Penny Book (1938) Whitman
- Alley Oop and the Cave Men of Moo (Pan-Am Premium) (1938) Whitman
- Alley Oop and the Kingdom of Foo (Pan-Am Premium) (1938) Whitman
- Alley Oop: Taming a Dinosaur (Pan-Am Premium) (1938) Whitman

### Standard
De 1947 à 1949, Standard Comics va publier neuf albums d'Alley Oop (numérotés de 10 à 18).

### Argo Publications
Argo Publications se lance à son tour dans la publication du personnage de novembre 1955 à mars 1956 pour seulement trois numéros.

### Dell Comics
Outre le #2 de Four Color, Dell va éditer une revue Alley Oop en décembre 1962 mais deux numéros seulement sortiront, le deuxième neuf mois plus tard en septembre 1963.

## Les albums
- Alley Oop Fun Book (1981) Happy House Books
- Alley Oop: The Sawalla Chronicles (1983) Ken Pierce Inc.
- Alley Oop #1: The Legend Begins (1987) Dragon Lady Press
- Alley Oop #2: Enter the Time Machine (1987) Dragon Lady Press
- Alley Oop #3: Oop vs. Hercules (1988) Dragon Lady Press
- Alley Oop Volume 1: The Adventures of a Time-Traveling Caveman (1990) Kitchen Sink Press
- Alley Oop Volume 2: The Sphinx and Alley Oop (1991) Kitchen Sink Press
- Alley Oop Volume 3: First Trip to the Moon (1995) Kitchen Sink Press
- Alley Oop: Book 4 (2003) Manuscript Press

## En français
- Alley Oop - Collection Gags de Poche (1965 - Dupuis)
- Alley Oop - Collection Gags de Poche (1966 - Dupuis)
- Alley Oop (1980 - Glénat)

Toutes ces publications chez des éditeurs de bande dessinée franco-belge sont en noir et blanc.